# Гешвенд Федір Романович

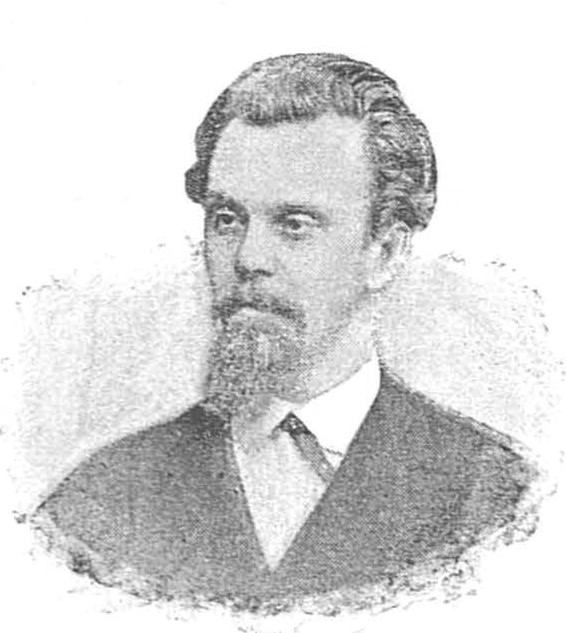

Федір Романович Гешвенд (1839, Гельсінки — 1890, Київ) — київський губернський інженер, один з перших розробив технічні проекти реактивних двигунів.

## Біографія

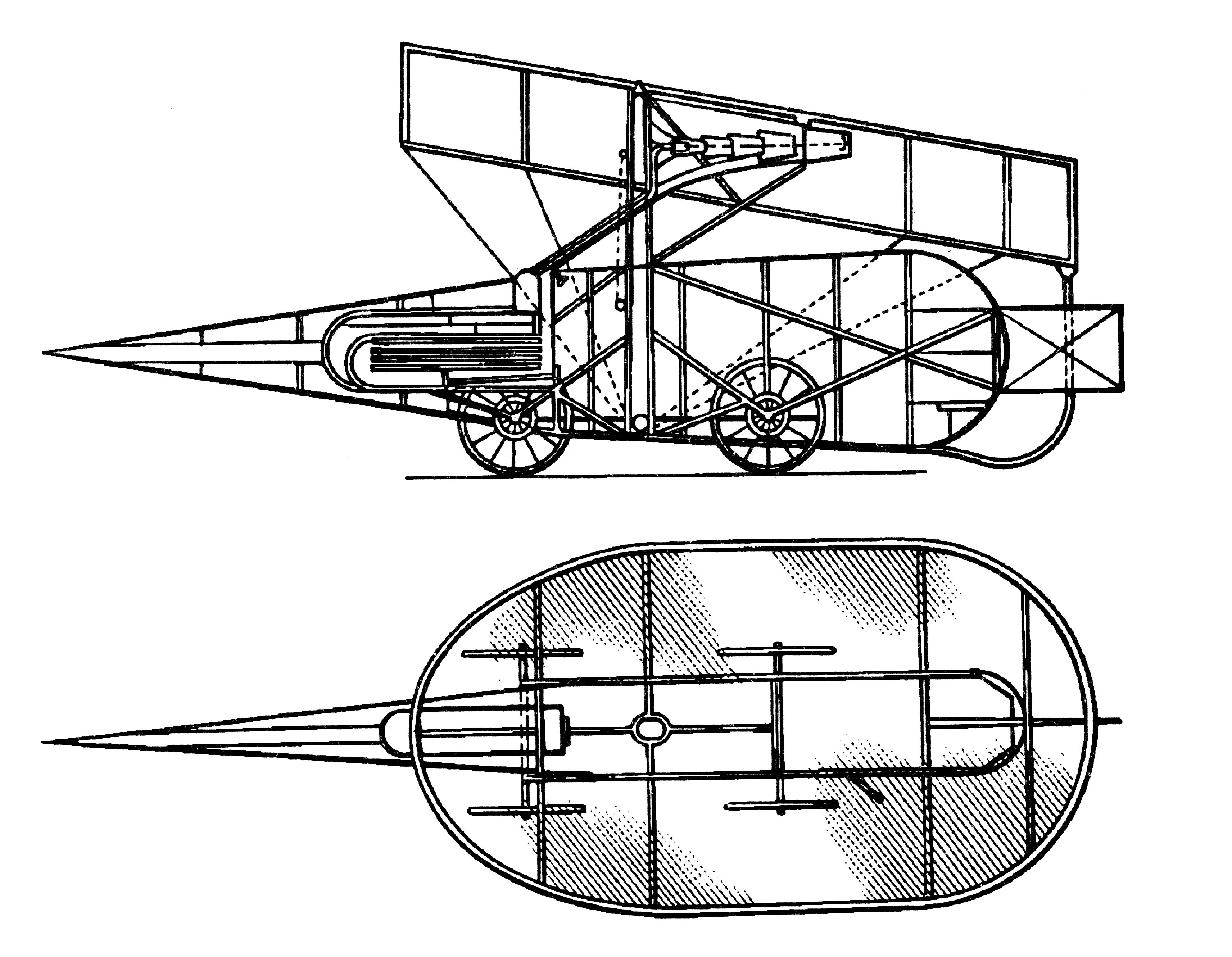
«Пароліт». Ескіз з брошури Ф. Р. Гешвенда. 1887 р.

Народився в 1839 році в Гельсінки в шведській родині. Федір Романович був в інженерних військах під Плевною і Ращуком, де ракети застосовувалися, під час російсько-турецької війни в 1878—1879 роках.
Згодом працював в інженерному управлінні Київського військового округу під керівництвом Іустина Третеського. Істин Іванович бував у Рибному під Києвом, де Гешвенд з захопленням будував моделі «пароліт», естакаду для їх злету, проводив досліди з аеродинаміки.
Апарат Гешвенда — це по суті реактивний літак. Як видно з його проекту, апарат повинен був мати крило малого подовження, корпус, загострений спереду і ззаду тупий, котел в його передній частині (для центрування), чотиримісну кабіну, керма і колісне шасі. Площа крила 18м², тяга створювалася в результаті реакції струмені пари, що виходить з великою швидкістю з отвору труби і проходила через ряд конічних сопел поступово зростаючого діаметра для «підхоплення» навколишнього повітря. Ф. Р. Гешвенд вважав, що потужність його двигуна досягне 199 кінських сил.
Проект не був впроваджений, але цікаво, що через три десятиліття така ж схема двигуна була висунута як нова французьким інженером Мело.

## Автор праць
- Книга «Загальні основи проекту застосування реактивної роботи пара до залізничних паровозів» (1886).
- Книга «Загальні основи повітроплавного пароплава» (1887), де він описав проект реактивного літака і багатосоплового реактивного двигуна.